# Wintergreen (Virginie)
 (mars 2025).
Wintergreen est une census-designated place située dans les comtés d'Augusta et de Nelson, dans l’État de Virginie, aux États-Unis. Lors du recensement de 2020, elle comptait 346 habitants.